# Poświętne (Łódź)
Poświętne è un comune rurale polacco del distretto di Opoczno, nel voivodato di Łódź.
Ricopre una superficie di 140,87 km² e nel 2004 contava 3 412 abitanti.